# Mario Lissón

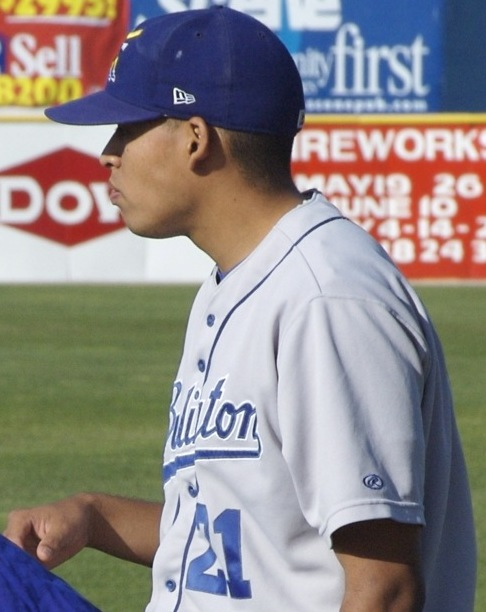
Mario Augusto Lisson Ortega.

Mario Augusto Lisson Ortega (Caracas, Distrito Federal, Venezuela, 31 de mayo de 1984) apodado "Super Mario" es un beisbolista venezolano que participó en la LVBP con el equipo de los Navegantes del Magallanes y también es prospecto grandes ligas de los Gigantes San Francisco, sus padres son provenientes del Perú, es por ello que en su natal Venezuela es apodado "El Inca" Lisson.
En 2003 Lisson ingresa a la sucursal de los Reales de Kansas City en República Dominicana, manteniendo un desempeño regular, hasta que en 2005 una lesión hace que pierda buena parte de la temporada. Sin embargo, en 2006 logra alcanzar el premio al mejor jugador de Burlington con Kansas City.
El 11 de octubre de 2007 debutó con los Leones del Caracas para disputar la temporada 2007/08, en ella logró igualar el récord de mayor número de jonrones para un novato impuesto en la 1993-1994 por Luis Raven, además fue el segundo pelotero más votado para conseguir el premio al novato del año, siendo superado por un punto por Gerardo Ávila.
En Leones del Caracas y el equipo de los Reales de Kansas City jugaba como tercera base. En diciembre de 2009 pasa a las Águilas del Zulia en cambio por el lanzador Henry Rodríguez.
En junio de 2011 llega a los Navegantes del Magallanes a cambio de Freddy Galvis , debutó el 13 de octubre de 2011 , de 1-1 con hit. se puede decir que desde su llegada al equipo bucanero Lisson se ha convertido en una de las bujías del equipo, fue pieza fundamental en los títulos obtenido por la nave entre las temporadas 2012-2013 y 2013-2014. En la temporada 2013-2014 rompió el récord de más jonrones en el Round Robin con 10, superando así a Miguel Cabrera. Igualmente, en este temporada, rompió el récord de más jonrones con 26 en total en la LVBP. En la temporada 2016-17, junto a sus compañeros de su equipo Navegantes del Magallanes; Endy Chávez, Ronny Cedeño y Mitch Lively, Lisson fue uno de los refuerzos tomados por las Águilas del Zulia siendo cada uno vital en el campeonato de la franquicia 
En 2013 juega en la Liga Mexicana de Béisbol con los Petroleros de Minatitlán y fue firmado por Gigantes de San Francisco.
En la temporada 2017/18 anunció su retiro como jugador activo.
- Datos: Q6764765